# Bleikuhlen und Wäschebachtal
Bleikuhlen und Wäschebachtal este o arie protejată (sit de importanță comunitară — SCI) din Germania întinsă pe o suprafață de 71,06 ha, integral pe uscat.

## Localizare
Centrul sitului Bleikuhlen und Wäschebachtal este situat la coordonatele 51°31′57″N 8°54′20″E / 51.5325°N 8.9056°E.

## Înființare
Situl Bleikuhlen und Wäschebachtal a fost declarat sit de importanță comunitară în martie 2001 pentru a proteja un număr necunoscut de specii din flora spontană și fauna sălbatică aflate în arealul zonei.

## Biodiversitate
Situată în ecoregiunea continentală, aria protejată conține 3 habitate naturale: Pajiști calaminariene cu Violetalia calaminariae, Păduri de fag Luzulo-Fagetum, Păduri aluvionare cu Alnus glutinosa și Fraxinus excelsior (Alno-Padion, Alnion incanae, Salicion albae).
La baza desemnării sitului se află un număr nedeclarat de specii protejate.
Pe lângă speciile protejate, pe teritoriul sitului au mai fost identificate 6 specii de plante, 5 specii de nevertebrate.